# Le Bug humain
Le Bug humain (sous-titré Pourquoi notre cerveau nous pousse à détruire la planète et comment l'en empêcher) est un essai de Sébastien Bohler, paru en 2019. Il y montre comment la programmation de notre cerveau non seulement nous pousse vers les satisfactions immédiates (nourriture, sexe, pouvoir, information), mais aussi nous incite à en vouloir toujours plus et à nous détourner des comportements qui nous frustreraient parce qu'ils limiteraient nos désirs.

## Thèses principales
Dans ce livre, l'auteur analyse la crise écologique massive générée par l'humanité au travers du prisme des neurosciences. Selon lui, les processus de destruction de l'environnement s’expliquent en grande partie par des mécanismes cérébraux archaïques : le striatum, notamment, et les circuits neuronaux de récompense, qui par le biais de la dopamine, incitent l'homme à assouvir continuellement et exponentiellement cinq besoins fondamentaux : manger, se reproduire, asseoir du pouvoir, acquérir de l'information, et fournir le moindre effort.
L'auteur évoque ensuite le rôle du cortex préfrontal, qui permet au contraire au cerveau de planifier, prendre du recul par rapport à ces injonctions de l'instant. Ce qui lui permet d'exposer les possibles contrepoids à ces déterminismes : l'éducation (valoriser les comportements écologiques) et la méditation pleine conscience,,,,,,,,.

## Critiques
Le livre trouve un large écho médiatique et succès grand public, mais ses thèses neuroscientifiques et évolutionnistes sont fortement remises en cause par plusieurs docteurs et chercheurs, notamment du CNRS, en neurosciences, ainsi qu'en sociologie. Ces critiques ont notamment été émises dans deux tribunes, l'une dans le média écologiste Bon Pote en octobre 2020, l'autre dans Le Monde et sur Mediapart en juillet 2022.
L'affirmation centrale de Sébastien Bohler, résumée en fin d'introduction : « [Le cerveau] est en réalité un organe au comportement largement défectueux, porté à la destruction et à la domination, ne poursuivant que son intérêt propre et incapable de voir au-delà de quelques décennies. Nous sommes emportés dans une fuite en avant de surconsommation, de surproduction, de surexploitation, de suralimentation, de surendettement et de surchauffe, parce qu’une partie de notre cerveau nous y pousse de manière automatique, sans que nous ayons actuellement les moyens de le freiner. », est controversée. Si l'intention de l'auteur d'éclairer certaines raisons de la crise écologique est louée par ses détracteurs, la qualité scientifique de l'ouvrage est critiquée pour son « interprétation parfois erronée des articles cités [et pour] être basée sur des hypothèses évolutives hasardeuses et des hypothèses neuroscientifiques fausses », ainsi que pour une « absence de retenue dans les conclusions ».
De même, la portée de sa thèse principale est à nuancer, ce que l'auteur fait lui-même, y compris à la fin du livre, en évoquant l'influence d'autres mécanismes biologiques, le poids de la socialisation, de l'éducation, des normes etc., et en listant des « moyens de [...] freiner » ou de contrecarrer l'action du striatum. D'autres considèrent que l'auteur s'éloigne d'un « déterminisme simpliste » lorsqu'il mobilise le concept de « conditionnement opérant » pour expliquer par une éducation plus altruiste dès l'enfance les comportements plus altruistes chez les femmes par rapport aux hommes.
Selon la tribune de juillet 2022 publiée dans Le Monde par des chercheurs en neurosciences et sociologie : « la thèse (du livre), qui n’a pas fait l’objet d’une expertise contradictoire, est sans fondement scientifique. Elle repose sur un mésusage des neurosciences, une lecture psycho-évolutionniste dévoyée et une méconnaissance des sciences humaines et sociales. ».
Cette critique, en contradiction avec la validation de l'ouvrage par la Société française de neurologie et la Revue neurologique, se trouve elle-même contestée par deux tribunes, l'une de Sébastien Bohler et l'autre du psychologue Thierry Ripoll, dans Le Monde du 14 juillet 2022, qui mettent en garde contre une opposition artificielle, voire idéologique, entre sciences sociales et neurosciences, qui serait préjudiciable à une compréhension globale du problème reliant l’homme à son environnement.

## Distinction
L'ouvrage est lauréat 2020 du Grand Prix du Livre sur le Cerveau remis par la Société Française de Neurologie,

## Œuvre inspirée parLe bug humain
- Christophe Blain et Jean-Marc Jancovici, Le Monde sans fin, Dargaud, octobre 2021, 196 p. (ISBN 9782205088168), p. 184-192.